# Campeonato de Australia 1956
Lista de los campeones del Abierto de Australia de 1956:

## Individual masculino
Lew Hoad (AUS) d. Ken Rosewall (AUS),  6–4, 3–6, 6–4, 7–5

## Individual femenino
Mary Carter (AUS) d. Thelma Coyne Long (AUS), 3–6, 6–2, 9–7

## Dobles masculino
Lew Hoad/Ken Rosewall (AUS)

## Dobles femenino
Mary Bevis Hawton (AUS)/Thelma Coyne Long (AUS)

## Dobles mixto
Beryl Penrose (AUS)/Neale Fraser (AUS)
| Predecesor: 1955                                       | Abierto de Australia 1956 | Sucesor: 1957                         |
| Predecesor: Campeonato nacional de Estados Unidos 1955 | Grand Slam 1956           | Sucesor: Torneo de Roland Garros 1956 |

- Datos: Q1111530